# Stenophryneta variegata
Stenophryneta variegata là một loài bọ cánh cứng trong họ Cerambycidae.